# ミューズ (石鹸)
ミューズ（英語: Muse）は、薬用石鹸のブランド名である。
2020年1月から現時点での製造販売元はレキットベンキーザー・ジャパンであるが、事業譲渡などの理由により製造販売元と発売元がともに過去に何度か変更されている（理由と経緯については歴史の項を参照）。

## 特徴
ミューズは日本初の薬用石鹸で除菌&殺菌・消毒に効果がある。
固形石鹸、液体石鹸の色はオレンジ色であり、ミューズの「手洗いソング」の歌詞でもこのことが言及されている。なお、この「手洗いソング」は2000年代に作曲されたものであり、CMでも使用されている。
パッケージの色は赤色が基調となっている。

## 現在、発売されている製品
- 固形石鹸ミューズ（レギュラーサイズ：95g×3・バスサイズ：135g×3）
- ミューズノータッチ泡ハンドソープ（本体セット：グレープフルーツの香り/グリーンティーの香り、取替用ボトル：オリジナル/グレープフルーツの香り/グリーンティーの香り/フルーティフレッシュの香り 各250ml）
- ミューズノータッチ泡ハンドソープ キッチン（本体セット、取替用ボトル250ml）
- ミューズ泡ハンドソープ オリジナル ミューズせっけんの香り（本体250ml/つめかえ用200ml・450ml・900ml）
- ミューズ泡ハンドソープ フルーティフレッシュ（本体250ml/つめかえ用200ml・450ml・900ml）
- ミューズ泡ハンドソープ ピンクフローラルの香り（本体250ml/つめかえ用450ml）
- ミューズ泡ハンドソープ キッチン（本体250ml/つめかえ用450ml）
- ミューズ液体ハンドソープ オリジナルタイプ（本体250ml/つめかえ用200ml）
- ミューズ液体ハンドソープ キッチン用（本体250ml/つめかえ用200ml）
- ミューズ洗う、デオドラントせっけん（固形タイプ レギュラーサイズ：95g×3）
- ミューズMEN 薬用ボディウォッシュ（本体500ml/つめかえ用450ml/トライアルボトル250ml）
- ミューズMEN 薬用ボディ用せっけん（バスサイズ135g）
- ミューズ消毒ハンドジェル（販売名:薬用アルコールジェルCB、200ml）
- ミューズホーム 除菌マイクロ粒子スプレー（450ml）
- ミューズホーム 99%除菌シート（45枚入）

ミューズホームを除き、医薬部外品、但し消毒ハンドジェルは指定医薬部外品に指定されている。

## 歴史
- 1953年（昭和28年） - 日本初の薬用固形石鹸として、旧ミツワ石鹸から発売。
- 1969年（昭和44年） - 旧ミツワ石鹸・第一工業製薬・旭電化工業（現・ADEKA）の3社の家庭用日用品・石鹸・洗剤の販売事業を統合して日本サンホームを設立。ミューズの販売は同社へ移行。
- 1972年（昭和47年） - 旧ミツワ石鹸が出資元・日本サンホームに対する米国ザ・プロクター・アンド・ギャンブル・カンパニー（P&G）との資本・業務提携に反対して日本サンホームを離脱。再び旧ミツワ石鹸からの販売に戻る。
- 1975年（昭和50年） - 旧ミツワ石鹸が経営破綻。かつて日本サンホームに出資していたことからプロクター・アンド・ギャンブル・サンホーム（旧日本サンホーム、現P&Gジャパン）が旧ミツワ石鹸の事業を承継。これによりミューズの製造元はP&Gに変更。このような経緯から、P&Gが薬用石鹸に「ミューズ」ブランドを使用しているのは日本だけであった[注釈 2]。
- 1984年（昭和59年） - 殺菌剤の大幅増量、パッケージをリニューアル。
- 1987年（昭和62年） - 液体ミューズ（発売当時は箱入りで固形のミューズを模したボトルに入っていた）、ミューズホワイト（オレンジ色ではなく白い）発売。
- 1989年（平成元年） - 液体ミューズ改良新発売（箱をなくし、これ以降、ラベルの付いたパッケージとなった。また保湿剤の配合比率を変更した）。
- 1994年（平成6年） - 液体ミューズ詰め替えパック発売。
- 2001年（平成13年） - 全商品のパッケージをリニューアル。
- 2002年（平成14年） - どこでもウェットクロス10枚入パック発売。
- 2003年（平成15年） - どこでもウェットクロス30枚入パック、40枚入パック発売。
- 2004年（平成16年） - キッチンミューズ発売。
- 2007年（平成19年） - 11月28日、P&Gがグローバル事業の戦略上、事業を売却する事が適当であると判断し、「ミューズ」ブランドの売却を検討している事を発表[1]。
- 2008年（平成20年） - 4月16日、P&Gがレキットベンキーザー・ジャパンに『ミューズ』の事業全般を譲渡[2]。ただし、この年の8月まではP&Gが生産、販売を受託して、営業活動を継続していた。
- 2008年（平成20年） - 9月1日、ミューズの販売委託先がレキットベンキーザー・ジャパンの販売提携先であるアース製薬に変更[3]。
- 2009年（平成21年） - 9月7日、ミューズ泡ハンドソープW（フルーティフレッシュ/フローラルグリーン）と液体ミューズ詰め替えパック大型サイズ発売。
- 2010年（平成22年） - 3月8日、ミューズ消毒ハンドジェル(指定医薬部外品)発売。
- 2010年（平成22年） - 11月3日、ミューズ泡ハンドソープW・詰め替えパック大型サイズ発売。
- 2011年（平成23年） - 9月12日、優れた殺菌力はそのままに、肌への負担を考えた低刺激・無着色・微香性の「ミューズマイルド」発売、併せて既存品の「液体ミューズ」と「キッチンミューズ」をリニューアル（処方改良及び本体ボトルと詰め替えパックのパッケージデザインを変更）。さらに「液体ミューズ」は、商品名を「液体ミューズオリジナル」に改称。
- 2012年（平成24年） - 3月12日、センサーが反応して、手をかざすだけで泡で出てくる「ミューズノータッチ泡ハンドソープ」発売。「ミューズマイルド」に固形石けんと泡ハンドソープを発売。
- 2013年（平成25年） - 3月9日、ミューズ泡ハンドソープ オリジナルを発売。
- 2013年（平成25年） - 9月2日、ミューズノータッチ泡ハンドソープにキッチンタイプ及び取替用ボトル オリジナルを発売。毎日何度も洗う手肌を考えた無着色・微香性の低刺激性処方と3種類の保湿成分（ヒアルロン酸・ビタミンC誘導体・緑茶抽出エキス）配合の「ミューズ泡ハンドソープ 泡モイスト」を発売。
- 2014年（平成26年） - 7月1日、ミューズノータッチ泡ハンドソープに本体セット クールメロンの香り及び取替用ボトル クールメロンの香りを数量限定品として発売。
- 2017年（平成29年） - "色が変わる"泡ハンドソープシリーズを発売。
- 2018年（平成30年） - 全ハンドソープと石鹸のデザインが変更される[4]。
- 2019年（平成31年）- 2月28日、男性のニオイ悩みに応えるミューズブランド初の男性向けボディケア商品「ミューズMEN 薬用ボディウォッシュ」と「ミューズMEN 薬用ボディ用せっけん」を発売。7月、2008年から販売を日本国内の販売を担当していたアース製薬が2019年末で撤退することが発表された[5]。
- 2020年（令和2年） - 前日の2019年（令和元年）12月31日をもってレキットベンキーザー・アジアパシフィック・リミテッドとアース製薬の販売提携終了[6]に伴い、レキットベンキーザー・アジアパシフィックによる直販体制に移行。
- 2020年（令和2年） - 3月2日、ミューズ洗う、デオドラントせっけんを発売。
- 2020年（令和2年） - 5月18日、ミューズ消毒ハンドジェル（指定医薬部外品）をリニューアル発売。
- 2021年（令和3年） - 3月22日、ミューズホーム 99%除菌シートを発売。
- 2021年（令和3年） - 4月28日、ミューズホーム 除菌マイクロ粒子スプレーを発売。

## 殺菌成分について
2016年9月2日
米国食品医薬品局(FDA)は、19種類の殺菌成分（トリクロサン、トリクロカルバンなど）を含有する石鹸の販売に対する規制を公表した。
下記の製品がトリクロカルバンを含有している。トリクロサンは全ての製品に含有されていない。日本ではトリクロカルバンは規制されておらず、医薬品、医療機器等の品質、有効性及び安全性の確保等に関する法律（薬機法）に基づき医薬部外品として承認されている。
- ミューズ固形石鹸レギュラー
- ミューズ固形石鹸マイルド

2016年9月26日
レキットベンキーザー・ジャパン株式会社がトリクロカルバンを含むミューズ固形石鹸（レギュラー（販売名：ミューズ BH-a）、マイルド（販売名：ミューズ BH-m））について同成分を使用しないよう発表を行った。以降、有効成分がイソプロピルメチルフェノールに切り替わっている。
また、泡ハンドソープの有効成分は以前はサルテル酸だったが現在はイソプロピルメチルフェノールである。

## CM
現在は、遠藤憲一がCMに起用されている。
なお、P&G社時代には、チェリッシュ夫妻、三浦浩一&純アリス夫妻、麻木久仁子などがCMに起用されていた。

## SNS
ミューズの公式Twitterでは、たびたび女性声優による同名グループμ's（ミューズ）関係のつぶやきを投稿していることが日本のネット上で話題となった。なお、同ツイッターでは、同様にイングランドの同名のロックバンドMUSE（ミューズ）が来日した時にもつぶやいている。